# Clubul Sportiv Municipal București (pallavolo femminile)
Il Clubul Sportiv Municipal București è una società pallavolista femminile rumena con sede a Bucarest: fa parte dell'omonima polisportiva e milita nel campionato di Divizia A1.

## Storia
La sezione di pallavolo femminile della polisportiva del Clubul Sportiv Municipal București viene fondata nel 2007 giocando subito nella Divizia A1: ottiene discreti risultati posizionandosi in campionato a metà classifica e partecipando ai play-off scudetto, non andando mai oltre le semifinali.
Nella stagione 2013-14, il quinto posto finale in campionato permette al club di Bucarest di partecipare per la prima volta ad una competizione europea, ossia la Challenge Cup, competizione che poi vince nell'edizione 2015-16. Nell'annata 2017-18 conquista per la prima volta sia lo scudetto che la Coppa di Romania.

## Rosa 2018-2019
| N° | Nome                    | Ruolo | Data di nascita   | Nazionalità sportiva |
| -- | ----------------------- | ----- | ----------------- | -------------------- |
| 1  | Alexandra Sobo          | C     | 25 aprile 1987    | Romania              |
| 2  | Adina Salaoru           | S/O   | 5 agosto 1989     | Romania              |
| 3  | Iryna Truškina          | C     | 3 dicembre 1986   | Ucraina              |
| 4  | Alexandra Partnoi       | C     | 25 giugno 1998    | Romania              |
| 6  | Maret Grothues          | S     | 16 settembre 1988 | Paesi Bassi          |
| 7  | Kanami Tashiro          | P     | 25 marzo 1991     | Giappone             |
| 8  | An Saita                | L     | 27 gennaio 1993   | Giappone             |
| 9  | Kotoe Inoue             | L     | 15 febbraio 1990  | Giappone             |
| 10 | Nicole Koolhaas         | C     | 31 gennaio 1991   | Paesi Bassi          |
| 11 | Adelina Budăi-Ungureanu | S     | 29 luglio 2000    | Romania              |
| 13 | Francesca Alupei        | C     | 3 gennaio 2003    | Romania              |
| 15 | Tat'jana Markevič       | S     | 25 marzo 1988     | Bielorussia          |
| 16 | Nadija Kodola           | S     | 29 settembre 1988 | Ucraina              |
| 17 | Naoko Hashimoto         | P     | 11 luglio 1984    | Giappone             |

## Palmarès
- Campionato rumeno: 1

2017-18
- Coppa di Romania: 1

2017-18
- Challenge Cup: 1

2015-16